# Chrysopilus luculentus
Chrysopilus luculentus är en tvåvingeart som beskrevs av Akira Nagatomi 1968. Chrysopilus luculentus ingår i släktet Chrysopilus och familjen snäppflugor. Inga underarter finns listade i Catalogue of Life.